# Podocotyle enophrysi
Podocotyle enophrysi är en plattmaskart. Podocotyle enophrysi ingår i släktet Podocotyle och familjen Opecoelidae. Inga underarter finns listade i Catalogue of Life.